# Saltos ornamentais nos Jogos da Commonwealth de 2018
Os saltos ornamentais nos Jogos da Commonwealth de 2018 integrou o programa dos esportes aquáticos que foram realizados no Centro Aquático Optus, em Gold Coast, na Austrália. Dez eventos foram disputados de 11 a 14 de abril.

## Medalhistas
Masculino
| Evento                                | Ouro                                       | Prata                                           | Bronze                                        |
| Trampolim de 1 m detalhes             | Jack Laugher ENG Inglaterra                | James Connor AUS Austrália                      | James Heatly SCO Escócia                      |
| Trampolim de 3 m detalhes             | Jack Laugher ENG Inglaterra                | Philippe Gagné CAN Canadá                       | James Connor AUS Austrália                    |
| Plataforma de 10 m detalhes           | Domonic Bedggood AUS Austrália             | Matthew Dixon ENG Inglaterra                    | Vincent Riendeau CAN Canadá                   |
| Trampolim sincronizado 3 m detalhes   | Jack Laugher Chris Mears ENG Inglaterra    | François Imbeau-Dulac Philippe Gagné CAN Canadá | Domonic Bedggood Matthew Carter AUS Austrália |
| Plataforma sincronizado 10 m detalhes | Tom Daley Daniel Goodfellow ENG Inglaterra | Matthew Dixon Noah Williams ENG Inglaterra      | Domonic Bedggood Declan Stacey AUS Austrália  |

Feminino
| Evento                                | Ouro                                               | Prata                                          | Bronze                                       |
| Trampolim de 1 m detalhes             | Grace Reid SCO Escócia                             | Georgia Sheehan AUS Austrália                  | Esther Qin AUS Austrália                     |
| Trampolim de 3 m detalhes             | Jennifer Abel CAN Canadá                           | Maddison Keeney AUS Austrália                  | Anabelle Smith AUS Austrália                 |
| Plataforma de 10 m detalhes           | Melissa Wu AUS Austrália                           | Meaghan Benfeito CAN Canadá                    | Lois Toulson ENG Inglaterra                  |
| Trampolim sincronizado 3 m detalhes   | Georgia Sheehan Esther Qin AUS Austrália           | Alicia Blagg Katherine Torrance ENG Inglaterra | Nur Dhabitah Sabri Leong Mun Yee MAS Malásia |
| Plataforma sincronizado 10 m detalhes | Pandelela Rinong Pamg Cheong Jun Hoong MAS Malásia | Caeli McKay Meaghan Benfeito CAN Canadá        | Nur Dhabitah Sabri Leong Mun Yee MAS Malásia |

## Quadro de medalhas
| Ordem | País       | Medalha de ouro | Medalha de prata | Medalha de bronze | Total |
| ----- | ---------- | --------------- | ---------------- | ----------------- | ----- |
| 1     | Inglaterra | 4               | 3                | 1                 | 8     |
| 2     | Austrália  | 3               | 3                | 5                 | 11    |
| 3     | Escócia    | 2               |                  | 2                 | 4     |
| 4     | Malásia    | 1               |                  | 2                 | 3     |
| 5     | Canadá     |                 | 4                |                   | 4     |
| TOTAL | TOTAL      | 10              | 10               | 10                | 30    |